# Ramanand Sagar
Ramanand Sagar (ur. 29 grudnia 1917 w Lahaur, Pendżab, zm. 12 grudnia 2005 w Bombaju), indyjski reżyser i producent filmowy, autor scenariuszy.
Karierę reżyserską rozpoczął od filmu niemego Raiders of the Rail Road (1936). W 1950 założył firmę producencką Sagar Art Corporation. Był reżyserem i producentem ponad 50 filmów, m.in. Aur Insan Mar Gaya, Insaniyat, Kohinoor, Pegaam, Ghunghat, Zindagi, Lalkar, Arzoo, Geet, Bagavat. Za film Aankhen (1968) otrzymał nagrodę dla najlepszego reżysera indyjskiego Filmfare. Reżyserował indyjski serial Ramayana (1986–1988, 78 odcinków). Poza reżyserią i produkcją Ramayany i Aankhen był także autorem scenariusza obu filmów.
Był żonaty, miał sześcioro dzieci (pięciu synów i córkę). Jego wnuk Amrit Sagar zadebiutował jako reżyser filmem o jeńcach wojennych - 1971.